# 최차규
최차규(崔且圭, 1956년 6월 9일 ~ )는 대한민국의 제34대 공군참모총장을 역임한 공군 군인이다.

## 학력
- 마산고등학교
- 공군사관학교 28기
- 대한민국 공군방공포병학교 졸업
- 대한민국 국방대학교 행정학사
- 서울대학교 행정대학원 행정학과 행정학 석사
- 광운대학교 대학원 방위사업학과 행정학 박사 과정 수료

### 비학위 수료
- 서울대학교 행정대학원 국가정책과정 수료

## 경력
- 공군 29전술개발훈련비행전대 191전투비행대대장
- 대통령비서실 국방담당관
- 공군본부 전력기획참모부 전력계획처장 (2004.12. ~ 2005.12)
- 공군본부 전력기획참모부 전력기획처장 (2006.01. ~ 2006.11)
- 합참의장 비서실장 (2006.11. ~ 2008.03)
- 공군 제10전투비행단장 (2008.04. ~ 2009.04)
- 방위사업청 항공기사업부장 (2009.11 ~ 2010.12)
- 합참 작전본부 연습훈련부장 (2011.01 ~ 2012.05)
- 공군참모차장 (42대) (2012.05 ~ 2013.04)
- 공군작전사령관 (31대) (2013.04. ~ 2014.04.11)
- 공군참모총장 (34대) (2014.04.11 ~ 2015.09.17)
- 공군사관학교 총동창회장 (28대) (2020.07.01 ~ 2021.12.31)
- 국가사이버안전연합회 회장 (2021.11.30 ~ )
- 국민의힘 살리는 선거대책위원회 총괄특보단 국방안보특보단 북핵대응특보 (2021.12 ~ 2022.01)
- 연세대학교 항공우주전략연구원 정책고문
- KT SAT 사외이사
- 사단법인 대한노인회 고문
- 재단법인 백선엽장군기념재단 자문위원 겸 백선엽장군기념사업회 이사(2023.05 ~ )

## 수상
- 2001년 : 국무총리 공로표창
- 2004년 : 대통령 공로표창
- 2007년 : 보국훈장 천수장

## 논란
2015년 5월 21일 국방부 감사에 따르면 공군참모총장 재직 당시 아래와 같은 부정을 저지른 것으로 밝혀졌다.

### 인테리어에 예산 낭비
공군은 2013년 12월 7억 6500만원을 들여 충남 계룡대 공군본부 총장실을 2층에서 4층으로 이전하는 1차 공사를 했다. 그러나 최차규 총장은 취임 뒤 다시 1억 8900만원을 들여 보완공사를 했다. 문제는 1차 공사 때 시공했던 부분을 재시공해 1400여만원의 예산을 낭비한 것이다.
또 지난해 11월 미국 군수업체 록히드마틴사로부터 기증받은 F-35 모형을 전시하기 위한 받침대 제작 비용 3000만원 등 총장실 ‘복도 인테리어’에 4094만원을 사용했다. 군 관계자는 “국내에서 만든 T-50 홍보를 위한 모형물을 전시했다면 이해가 가지만 선물받은 미제 전투기 모형 받침대 제작에만 혈세 수천만 원을 쏟아부은 것은 이해하기 힘들다”고 지적했다.

### 가족에 대한 특혜
최차규 총장의 부인은 사적 목적으로 서울 공관에서는 주 1~2회, 계룡대 공관에서는 월 1~2회가량 관용차를 사적으로 이용했다. 공군은 최 총장의 아들이 홍대 부근의 업무거래처 등에 출퇴근 목적으로 10회가량 관용차를 사용했다고 밝혔다. 군인권센터 등은 최 총장의 아들이 홍대 클럽을 가기 위해 관용차를 이용했다는 의혹을 제기한 바 있다.
지난해 7월쯤 최 총장의 부인이 출산을 앞둔 딸을 방문했을 때 운전병에게 도움을 요청해 커튼을 달았다. 수의장교가 최 총장 관사의 애완견을 한 차례 방문해 진료한 사실도 확인됐다.
국방부는 “최 총장의 아들은 지난해 4월 새벽 2시 공관 초병이 문을 늦게 열어준다고 말한 적은 있으나 욕설은 하지 않은 것으로 확인했다”고 말했다.

### 군 관사 특혜
최 총장은 중령이던 지난 1994년 11월 경제기획원에 파견근무를 하면서 과천관사에 입주했다. 파견이 끝난 뒤 1998년 12월부터 2000년 1월까지는 비행대대장으로 재직했는데도 각각 과천과 부대 내 관사를 중복 이용한 것으로 드러났다. 최 총장이 과천관사를 이용한 것은 2006년 4월까지다. 주로 가족들, 특히 아들 등 자녀들이 서울 근교에 머물기 위한 교육용으로 사용한 것으로 파악됐다.
과천관사는 군 소유가 아닌 민간아파트를 임대해 운영했기 때문에 이미 근무 부대에 머물고 있는 최 총장을 위해 국민세금으로 수천만원 이상 들어간 것이다. 직업군인들은 인사 이동에 따라 이사가 잦고 그에 따라 자녀 교육에 고충을 겪고 있다. 그래서 본인이 홀로 군인 숙소에서 생활하고 가족들은 따로 집을 얻어사는 것이 보통이다.
이러한 점에서 최 총장이 과천관사를 오랜 기간 이중으로 이용한 것은 굉장한 특혜가 아닐 수 없다. 특히 과천은 입지나 학군이 좋아 집값이 높은 곳이다.

### ‘면죄부’ 감사 논란
국방부 감사관실은 최 총장 비리 의혹 가운데 핵심인 2008~2009년 제10전투비행단장 시절 370여만원 횡령 의혹에 대해 “오랜 기간 경과로 명확한 증거 자료를 확보할 수 없었다”고 밝혔다.
당시 공군 고등검찰부가 횡령 의혹을 내사만 하고 수사에 착수하지 않아 외압 의혹이 불거진 데 대해서는 “외압에 의해 수사를 중단했다고 볼만한 특별한 증거를 찾을 수 없었다”고 설명했다.
고등검찰부가 횡령 의혹에 해당하는 돈의 규모를 포함해 자료를 검토한 결과 수사 대상이 아니라고 판단하고 내사를 종결했다는 것이다.
이번 감사에서 최 총장의 핵심 의혹에 대한 진상 규명이 사실상 이뤄지지 않은 셈이다.
국방부 감사관실은 최 총장이 고액의 상품권을 받았다는 의혹에 대해서는 “감사로 확인할 수 있는 부분이 아니다”, “소문만으로 감사나 수사를 할 수 없다”는 식의 시원치 않은 답변을 내놓았다.
감사관실이 내놓은 감사 결과는 모두 언론과 시민단체가 이미 제기한 의혹에 관한 것들로, 새로운 비리를 발굴하기보다는 기존 의혹을 조사하는 데 집중한 소극적인 감사였음을 보여줬다. 제 편 감싸기라는 논란에도 불구하고 그냥뒀다.
| 전임 성일환 | 제34대 공군참모총장 2014년 4월 11일 ~ 2015년 9월 17일 | 후임 정경두 |